# 5146 Moiwa
5146 Moiwa eller 1992 BP är en asteroid i huvudbältet som upptäcktes den 28 januari 1992 av de båda japanska astronomerna Seiji Ueda och Hiroshi Kaneda i Kushiro. Den är uppkallad efter berget Moiwa i japan.
Asteroiden har en diameter på ungefär 13 kilometer.